# Onthophagus terrara
Onthophagus terrara là một loài bọ cánh cứng trong họ Bọ hung (Scarabaeidae).